# چارلی استون
چارلی استون (انگلیسی: Charlie Aston؛ 1875 – 9 january ۱۹۳۱ (۵۵−۵۶ سال)) بازیکن فوتبال اهل بریتانیا بود.
از باشگاه‌هایی که در آن بازی کرده‌است می‌توان به باشگاه فوتبال کویینز پارک رنجرز، باشگاه فوتبال استون ویلا، باشگاه فوتبال گرزلی، باشگاه فوتبال واتفورد، و باشگاه فوتبال والسال اشاره کرد.